# Abraxas vauata
Abraxas vauata là một loài bướm đêm trong họ Geometridae.